# Cauloramphus disjunctus
Cauloramphus disjunctus là một loài bryozoa thành quần thể được tìm thấy kết thành lớp trên đá ở các khu vực nông của biển gần Nhật Bản. Hóa thạch của loài này đã được tìm thấy có niên đại một triệu năm.
Quần thể Cauloramphus disjunctus kết thành lớp trên đá và có đường kính khoảng 1 cm (0,4 in). Mỗi quần thể gồm một số polyp nối với nhau với mỗi cá thể dài khoảng 0,5 mm (0,02 in). Lớp biểu bì tiết ra một bộ khung ngoài cứng để bảo vệ và hỗ trợ thân của các polyp và các thuộc địa của toàn bộ giống như một mảng địa y bám. Mỗi polyp có một lophophore, một cơ ăn với xúc tu, được mở rộng để bắt mồi nhưng có thể được lộn ra ngoài và rút ra trở lại bên trong thân cây. Mỗi polyp đều được bao quanh bởi một vòng gai bảo hộ giống như lông mi. 